# 圣马丹德圣迈克桑
圣马丹德圣迈克桑（法語：Saint-Martin-de-Saint-Maixent，法語發音：[sɛ̃ maʁtɛ̃ də sɛ̃ mɛksɑ̃]，意为“圣迈克桑的圣马丹”）是法国德塞夫勒省的一个市镇，属于尼奥尔区。

## 地名
法语人名在日常人名译名以及《世界人名翻譯大辭典》、《法语姓名译名手册》等主流人名译名类书籍资料中多译作“马丁”，不过在《世界地名翻译大辞典》、《世界地名译名词典》和《法国地图册》等主流地名译名类书籍资料中多译作“马丹”。

## 地理
圣马丹德圣迈克桑（46°23'46"N, 0°12'6"W）面积12.64 平方千米，位于法国新阿基坦大区德塞夫勒省，该省份为法国西部内陆省份，北起曼恩-卢瓦尔省，西接旺代省，南至夏朗德省和滨海夏朗德省，东临维埃纳省。
与圣马丹德圣迈克桑接壤的市镇（或旧市镇、城区）包括：阿宰勒布吕莱、楠特伊、罗芒、圣埃阿娜、圣迈克桑莱科勒、苏维涅。
圣马丹德圣迈克桑的时区为UTC+01:00、UTC+02:00（夏令时）。

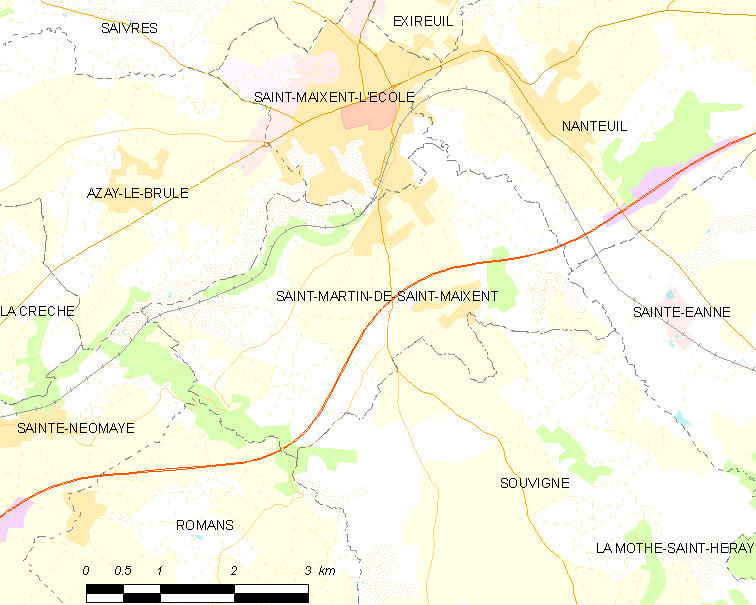
圣马丹德圣迈克桑的OSM定位图

## 行政
圣马丹德圣迈克桑的邮政编码为79400，INSEE市镇编码为79276。

## 政治
圣马丹德圣迈克桑所属的省级选区为圣迈克桑莱科勒县。

## 人口

1962-2008年间圣马丹德圣迈克桑人口变化图示

圣马丹德圣迈克桑于2022年1月1日时的人口数量为1066人。